# Nicotiana cavicola
Nicotiana cavicola är en potatisväxtart som beskrevs av N. T. Burbidge. Nicotiana cavicola ingår i släktet tobak, och familjen potatisväxter. Inga underarter finns listade i Catalogue of Life.